# 阿托科羅圖
阿托科羅圖（西班牙語：Hato Corotú），是巴拿馬的城鎮，位於該國西北部，由恩戈貝-布格雷特區的米羅諾區負責管轄，面積21.1平方公里，海拔高度252米，2010年人口2,134，人口密度每平方公里101.1人。